# Königshaus am Schachen

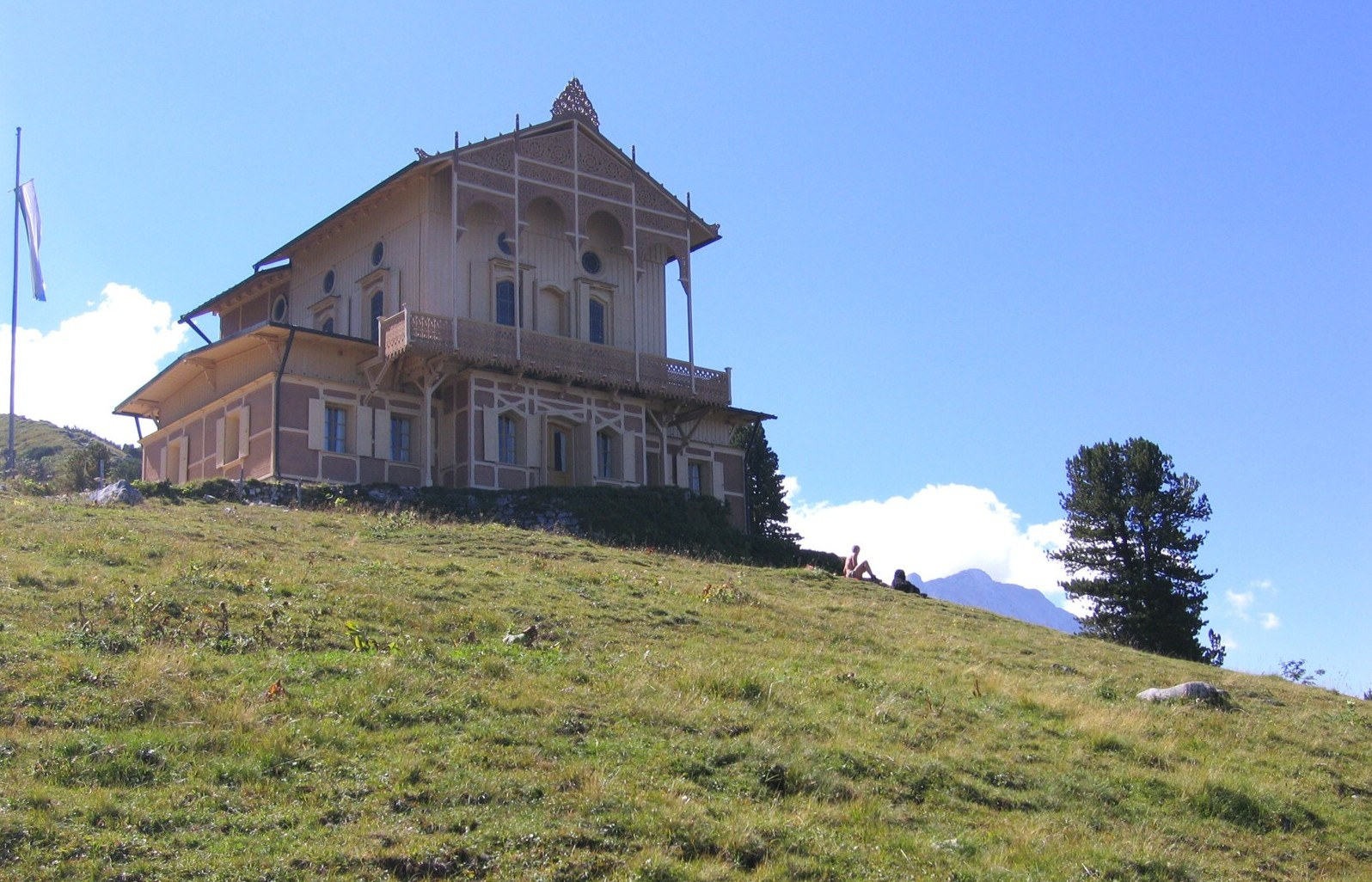
Jaktslottet

Königshaus am Schachen är ett kungligt jaktslott, beläget söder om Garmisch-Partenkirchen i Bayern. Slottet ligger på 1866 meters höjd och uppfördes 1869-1872 av kung Ludvig II av Bayern.
Slottet kan endast nås via en vandringsled, den s.k. Königsweg, en promenad på 3-4 timmar. Vandringsleden är i så gott skick att även mountainbike kan användas.
Rummen i bottenvåningen är klädda med paneler och befinner sig i ganska dåligt skick. På övervåningen finns det s.k. Turkiska rummet, en verklig praktsal som kungen lät inreda med turkiska palats som förebild. Här finns bland annat en vacker fontän, orientaliska mattor och förgyllda sniderier, påfågelfjädrar och luxuösa divaner. De blyinfattade fönstren ger rummet en karaktär av "Tusen och en natt".
Vanligtvis brukade kung Ludwig fira sin namns- och födelsedag (25 augusti) i slottet.